# 普列文市鎮
43°25′N 24°37′E / 43.417°N 24.617°E

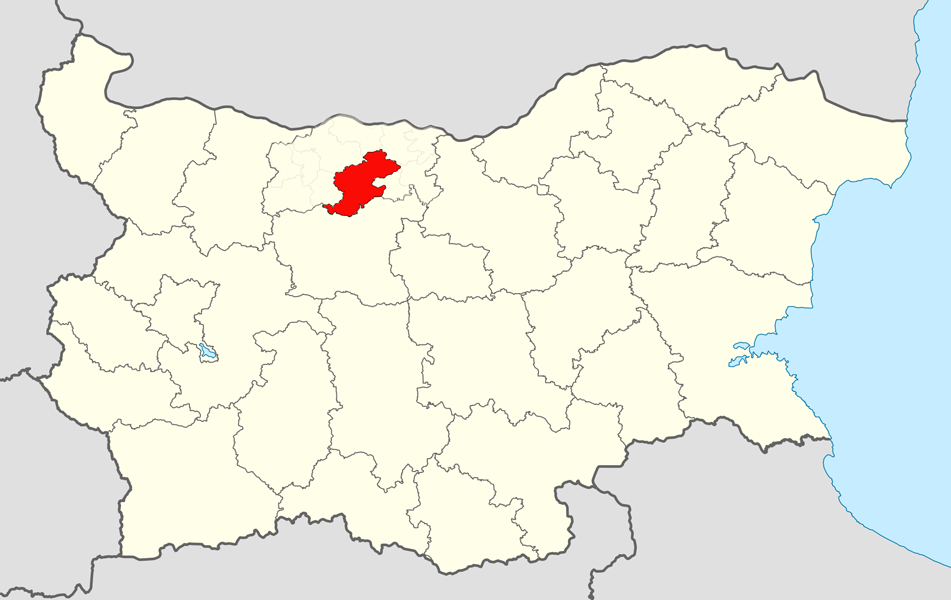

普列文市，是保加利亞的城鎮，位於該國北部，由普列文州負責管轄，首府設於普列文，面積812.1平方公里，2009年人口138,095，人口密度每平方公里170人。